# Калугерово (Софійська область)
Калу́герово (болг. Калугерово) — село в Софійській області Болгарії. Входить до складу общини Правець.

## Населення
За даними перепису населення 2011 року у селі проживали 150 осіб, з них 148 осіб (99,3%) — болгари.
Розподіл населення за віком у 2011 році:
Динаміка населення: